# Hampus Scherini
Pehr Hampus Scherini, född 7 oktober 1817 i Horns församling, Östergötlands län, död 6 december 1894 i Östra Husby församling, Östergötlands län, var en svensk präst och vitterhetsidkare. 

## Biografi
Scherini prästvigdes 1841, blev filosofie magister i Uppsala 1851 samt teologie adjunkt vid Karlberg och komminister i Solna 1853. Scherini blev 1859 extra ordinarie hovpredikant och 1864 kyrkoherde i Östra Husby av Linköpings stift och var 1872–1888 kontraktsprost. 
Han utgav Dikter (1855), däribland skaldestycket Augusti tidehvarf, belönat 1849 med Svenska akademiens stora pris, Dikter, äldre och nyare (1883) med mera.